# Fritz Löffler
Fritz Löffler, né le 12 septembre 1899 à Dresde et mort 15 mai 1988 est un historien de l'art et spécialiste de la littérature allemand.
C'est un soldat ayant survécu à la Première Guerre mondiale, mais en porte toujours les séquelles. Il aura le visage très déformé, malgré sa petite importance dans la grande guerre. Il est représenté dans le tableau d’Otto Dix « Les Joueurs de skat ».